# Hexing
Hexing — вимерлий рід базальних орнітомімозаврів-динозаврів, відомий з ранньої крейди північно-східного Китаю. Він містить один вид, Hexing qingyi.

## Відкриття та найменування
На початку двадцять першого століття місцевий фермер у Сяобейгоу в Ляоніні виявив скелет невеликого теропода. Він сам підготував скам'янілість, намагаючись підвищити її цінність, відновлюючи пошкоджені кістки та додаючи підроблені частини. Згодом зразок був отриманий Геологічним музеєм університету Цзілінь і підготовлений більш досвідченим шляхом, під час якого додані частини були знову видалені.
У 2012 році типовий вид Hexing qingyi був названий і описаний Jin Liyong, Chen Jun і Pascal Godefroit. Родова назва в перекладі з китайської означає «як журавель». Видова назва означає «з тонкими крилами».
Голотип, JLUM-JZ07b1, був знайдений у річкових відкладеннях нижньої формації Ісянь, які мають найвищий можливий вік 139 мільйонів років і найнижчий 128 мільйонів років. Він складається з часткового скелета, що містить череп, нижні щелепи, серію з п’яти шийних хребців, плечовий пояс і більшість обох передніх і задніх кінцівок. Останки збереглися погано. Екземпляр являє собою недорослу або дорослу особину.

## Опис
Голотипний екземпляр складається з останків дрібної особини. Оскільки більша частина хребта відсутня, довжину його тіла неможливо визначити безпосередньо, але можна провести порівняння з раніше найменшим відомим орнітомімозавром, 1,6-метровим Shenzhousaurus, у якого довжина стегнової кістки становить 191 міліметр, а довжина стегнової кістки — Hexing становить 135 міліметрів. Такий малий розмір тіла був серед орнітомімозаврів дотепер відомий лише для молодих тварин, але голотип не був молодою твариною, про що свідчать повністю зрощені кістки черепа, шийних ребер, лопаткоподібної кістки та кісток щиколотки.

## Філогенез
Автори опису призначили Гексінгу базальне положення в Ornithomimosauria. Їхній філогенетичний аналіз виявив, що Hexing є більш похідним, ніж Pelecanimimus, але менш похідним, ніж клада, що складається з Beishanlong, Harpymimus, Garudimimus та Ornithomimidae. Shenzhousaurus, також із формації Ісянь, був знайдений у політомії з Хексінгом і цією кладою, як показано на кладограмі:
|         | Beishanlong                                                    |
|         |                                                                |
|         | Harpymimus                                                     |
|         |                                                                |
| unnamed | \| \| Garudimimus \| \| \| \| \| \| Ornithomimidae \| \| \| \| |
|         | \| \| Garudimimus \| \| \| \| \| \| Ornithomimidae \| \| \| \| |
|         | Garudimimus                                                    |
|         |                                                                |
|         | Ornithomimidae                                                 |
|         |                                                                |

|  | Garudimimus    |
|  |                |
|  | Ornithomimidae |
|  |                |

|         | Beishanlong                                                    |
|         |                                                                |
|         | Harpymimus                                                     |
|         |                                                                |
| unnamed | \| \| Garudimimus \| \| \| \| \| \| Ornithomimidae \| \| \| \| |
|         | \| \| Garudimimus \| \| \| \| \| \| Ornithomimidae \| \| \| \| |
|         | Garudimimus                                                    |
|         |                                                                |
|         | Ornithomimidae                                                 |
|         |                                                                |

|  | Garudimimus    |
|  |                |
|  | Ornithomimidae |
|  |                |

|         | Beishanlong                                                    |
|         |                                                                |
|         | Harpymimus                                                     |
|         |                                                                |
| unnamed | \| \| Garudimimus \| \| \| \| \| \| Ornithomimidae \| \| \| \| |
|         | \| \| Garudimimus \| \| \| \| \| \| Ornithomimidae \| \| \| \| |
|         | Garudimimus                                                    |
|         |                                                                |
|         | Ornithomimidae                                                 |
|         |                                                                |

|  | Garudimimus    |
|  |                |
|  | Ornithomimidae |
|  |                |

|         | Beishanlong                                                    |
|         |                                                                |
|         | Harpymimus                                                     |
|         |                                                                |
| unnamed | \| \| Garudimimus \| \| \| \| \| \| Ornithomimidae \| \| \| \| |
|         | \| \| Garudimimus \| \| \| \| \| \| Ornithomimidae \| \| \| \| |
|         | Garudimimus                                                    |
|         |                                                                |
|         | Ornithomimidae                                                 |
|         |                                                                |

|  | Garudimimus    |
|  |                |
|  | Ornithomimidae |
|  |                |

Малі форми Hexing і Senzhousaurus є найдавнішими відомими орнітомімозаврами, оскільки Pelecanimimus датується пізнім баремським періодом. Оскільки цей останній вид більш базальний, автори вважали це вагомим свідченням того, що сухопутний міст утворився між Європою та Азією задовго до апта, як зазвичай вважають дату цієї події.